# Solrød Gymnasium
Solrød Gymnasium er beliggende i Solrød Strand ved Køge Bugt. Gymnasiet tilbyder STX, Alment gymnasium & 2-årigt HF, Højere forberedelseseksamen.
Elevtallet er på cirka 700 elever, mens der er 65 lærere tilknyttet. Eleverne kan blive undervist i de naturvidenskabelige, de samfundsfaglige, de sproglige eller de kunstneriske vinkler på verden. Skolen har erfaring med lektieinkluderende HF og talentudvikling hos både Akademiet for Talentfulde Unge, Unge Forskere og U-faktor.
Som elev har man mulighed for elevmentorordning, studie- og læsevejledning, klassens lærerteam, lektieværksteder og skriveworkshops.